# Нансен Бехар
Нансен Алфред Бехар е български икономист от еврейски произход.

## Биография
Нансен Бехар е доктор на икономическите науки. Професор по международни икономически отношения, преподавател в Софийския университет. През 1992 година основава първия частен изследователски институт - Института за социални и политически анализи. Народен представител в XXXVIII народно събрание. Заместник-председател на Висшата атестационна комисия.
Член на Европeйския икономически и социален комитет. Умира на 17 януари 2022 г.

### Държавна сигурност
Нансен Бехар е бил агент на Държавна сигурност под псевдоним „Огнянов“, като е работил е за Второ главно управление.

## Награди и отличия
Носител на орден „Кирил и Методий“ I степен и Златния знак на БАН, както и на редица международни награди и отличия. Той е кавалер на почетния знак „Слава и чест“ на Съюза на българските командоси.